# Relativity Records
Relativity Records, también conocida como Relativity, es una compañía discográfica fundada por Barry Kobrin en Nueva York. Al principio fue un sello indie que ofrecía una amplia variedad de estilos musicales, incluyendo el dance, jazz, punk, y el rock progresivo. A medida que fue creciendo y se asoció con Sony Music Entertainment, empezó a hacerse más conocida por sus lanzamientos de música metal y hip-hop.
- Datos: Q201607